# 10 Pułk Rozpoznania Systemów Radiolokacyjnych

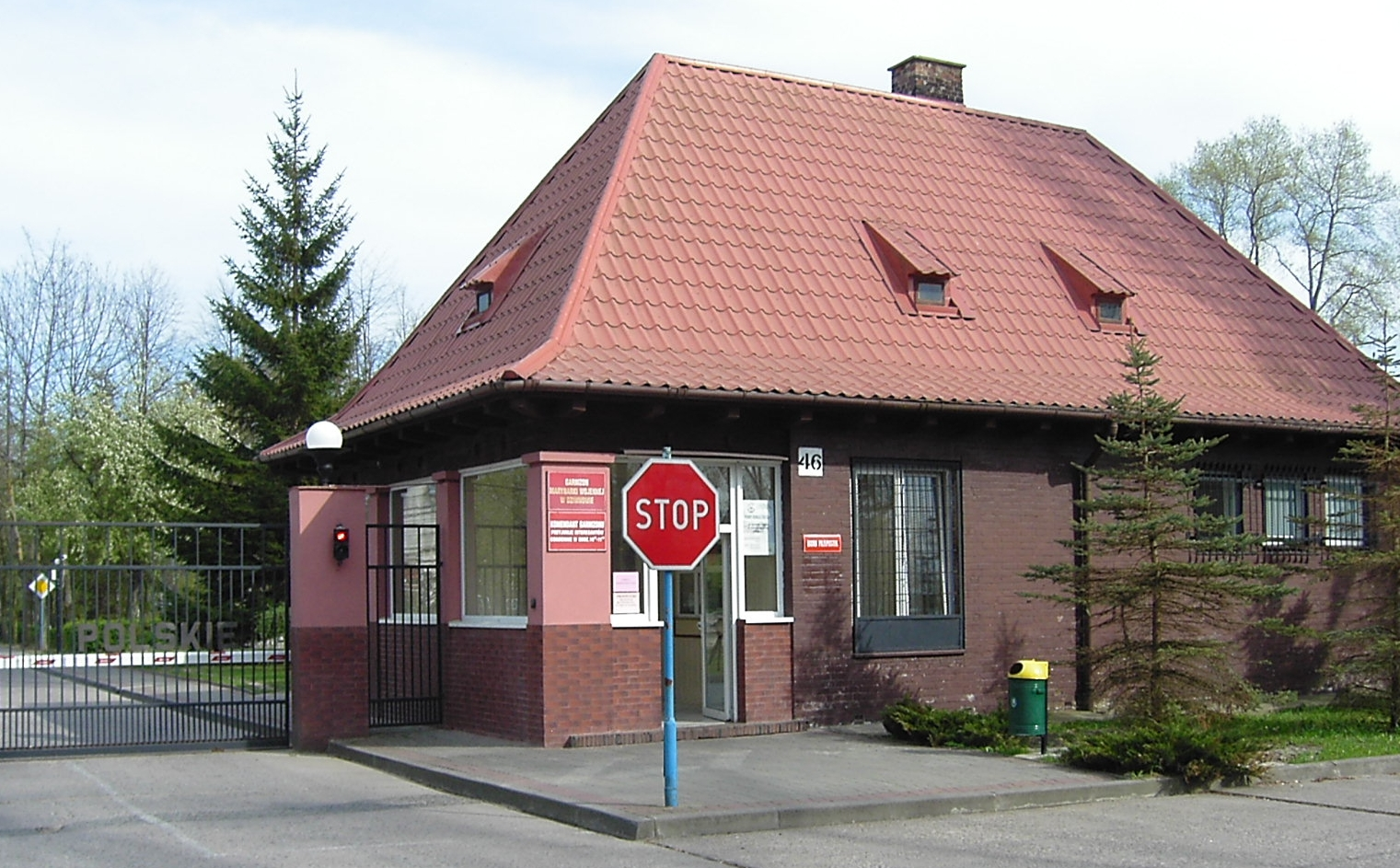
Koszary pułku w Dziwnowie

10 Pułk Rozpoznania Systemów Radiolokacyjnych – jednostka rozpoznawcza Sił Zbrojnych Polskiej Rzeczypospolitej Ludowej szczebla centralnego.

## Formowanie
Sformowany na podstawie Zarządzenia Szefa Sztabu Generalnego WP nr 0073/MON z 30 lipca 1963. Podporządkowany Zarządowi II SG WP. Stacjonował w Dziwnowie. Dowództwo pułku pełniło jednocześnie obowiązki dowództwa garnizonu.
12 października 1963 do Dziwnowa przybyła operacyjna grupa przygotowawcza. W jej skład wchodzili: mjr Izydor Malinowski, mjr Czesław Hlebowicz, ppor. Zygfryd Głuchowski, ppor. Tadeusz Gawarecki, ppor. Jan Jarzębek, ppor. Józef Chmiel, ppor. Stanisław Dzięgielewski, ppor. Czesław Chołdys i 187 szeregowych. 31.10.1963 zakończono proces formowania.

## Struktura organizacyjna
- dowództwo i sztab
- batalion dalekiego rozpoznania
- batalion bliskiego rozpoznania
- kompania łączności
- kompania zaopatrzenia
- kompania remontowa
- kompania medyczna

Sprzęt:
stacje rozpoznania systemów radiolokacyjnych:
SDR–2M; SDR–2MP
stacje rozpoznania lotniczego:
POST–3M;
stacje rozpoznania taktycznego:
RPS–5; RPS-6
stacje rozpoznania nawigacyjnego::
R–391

## Dowódcypułku
- mjr Izydor Malinowski
- mjr Jerzy Czech – od 2.10 1965
- kmdr ppor. Stanisław Kwapisz – od sierpnia 1966
- ppłk dypl. Edward Grzana – od kwietnia 1969
- ppłk inż. Józef Wodziński
- mjr dypl. Józef Chmiel – od lutego 1975
- mjr dypl. Józef Białek – od stycznia 1978
- ppłk Paweł Kruk – od sierpnia 1986
- ppłk dypl. Zenon Michalak – od kwietnia 1988
- mjr dypl. Jerzy Magnuszewski – 1994 – grudzień 1996

## Wyróżnienia
- Medal – zasłużony dla POW – 1974
- Medal Za osiągnięcia w służbie wojskowej – 1978